# Caligula tsinlingshanis
Caligula tsinlingshanis är en fjärilsart som beskrevs av Clayton Dissinger Mell 1939. Caligula tsinlingshanis ingår i släktet Caligula och familjen påfågelsspinnare. Inga underarter finns listade i Catalogue of Life.